# Garvín
Garvín este un oraș din Spania, situat în provincia Cáceres din comunitatea autonomă Extremadura. În 2007 avea o populație de 108 locuitori.
1. ↑  Nomenclátor Geográfico de Municipios y Entidades de Población (20240402 edition)